# Dętka rowerowa

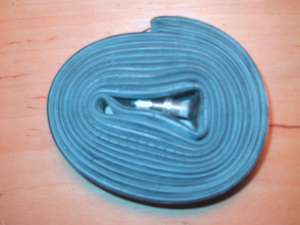
dętka roweru szosowego

Dętka rowerowa – komora z elastycznego materiału w kształcie torusa, znajdująca się na obwodzie koła między oponą a obręczą. Do produkcji dętek używa się głównie gumy butylowej lub lateksowej. Po wewnętrznej stronie dętki znajduje się wentyl, który przechodzi przez otwór w obręczy i jest jedynym widocznym elementem dętki w gotowym do jazdy kole. Można spotkać się z trzema rodzajami wentyli: Schradera (samochodowy), Presta lub Dunlopa.
Zadaniem dętki jest wypełnienie opony. Dzięki napompowanej dętce, ciśnienie rozpiera oponę od środka, napina oplot i opona nabiera właściwego kształtu. Odpowiednie ciśnienie zależy od rodzaju roweru, rodzaju terenu w którym się jedzie oraz wagi osoby jadącej. Zbyt niskie ciśnienie zwiększa opory toczenia i może doprowadzić do uszkodzenia obręczy, ale dobrze amortyzuje nierówności. Zbyt wysokie ciśnienie zmniejsza komfort jazdy, lecz jest niezbędne dla osób ciężkich i kolarzy. Producenci zwykle podają zalecany zakres ciśnień na bocznych ściankach opon w PSI.

## Rozmiary
W rowerach górskich stosowane są dętki o średnicy 26 cali (66 cm), 27,5 cala (70 cm) oraz 29 cali (74 cm). Z kolei rozmiary dętek szosowych to najczęściej 28 cali (71 cm). Szerokość dętek waha się między 1 cal (2,5 cm) a 4 cale (10 cm).

## Opony bezdętkowe
W niektórych rowerach stosuje się połączoną oponę z dętką (szytkę). Jej zaletą jest niska masa, jednak ze względu na wysokie koszty eksploatacji oraz trudniejszą naprawę stosowane praktycznie wyłącznie przez sportowców.